# Luke's Speedy Club Life
Luke's Speedy Club Life é um curta-metragem norte-americano de 19, do gênero comédia, estrelado por Harold Lloyd.

## Elenco
- Harold Lloyd - Lonesome Luke
- Snub Pollard
- Bebe Daniels - a Garota

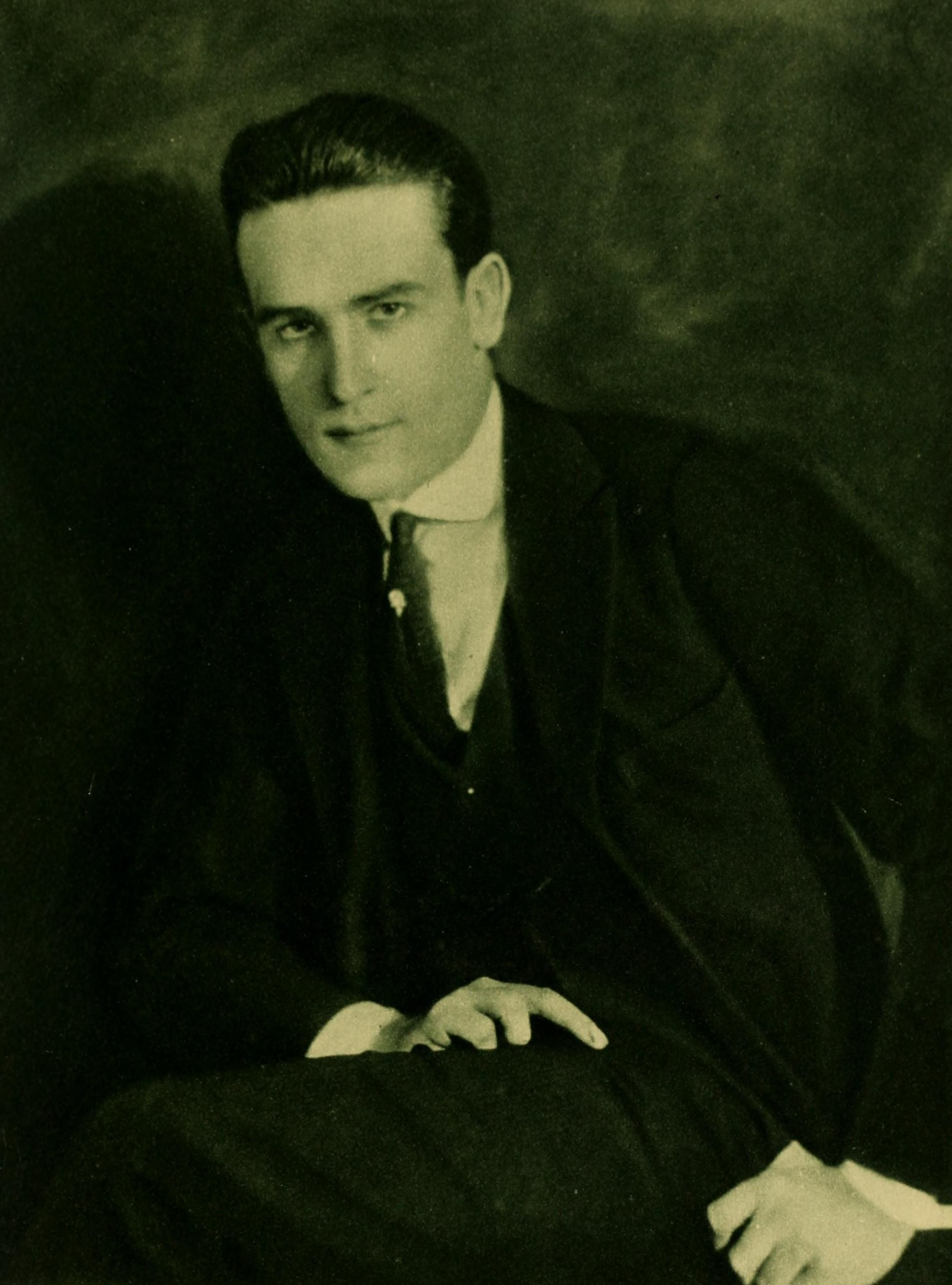
Harold Lloyd

- Charles Stevenson - (como Charles E. Stevenson)
- Billy Fay
- Fred C. Newmeyer
- Sammy Brooks
- Harry Todd
- Bud Jamison
- Margaret Joslin - (como Mrs. Harry Todd)
- Dee Lampton
- May Cloy
- Aileen Allen
- Victoria Wolf
- Cora Webb
- Naola Burrell
- Nina Glaze
- Harvey L. Kinney
- Earl Mohan
- Tod Cregier
- M. Harrington
- Elmer Ballard
- Sidney Fiske
- Jeff Irvine